# Zenon Konopka
Zenon Jason Konopka (ur. 2 stycznia 1981 w St. Catharines, Ontario) – kanadyjski hokeista pochodzenia polskiego.

## Kariera
- Thorold Blackhawks (1997–1998)
- Ottawa 67’s (1998–2002)
- Wheeling Nailers (2002–2003)
- Wilkes-Barre/Scranton Penguins (2002–2003)
- Idaho Steelheads (2003–2004)
- Utah Grizzlies (2003–2004)
- Cincinnati Mighty Ducks (2004–2005)
- Portland Pirates (2005–2006)
- Anaheim Ducks (2005–2006)
- Łada Togliatti (2006)
- Portland Pirates (2006–2007)
- Syracuse Crunch (2006–2007)
- Columbus Blue Jackets (2007, 2008)
- Syracuse Crunch (2007–2008)
- Norfolk Admirals (2008–2009)
- Tampa Bay Lightning (2008, 2009–2010)
- New York Islanders (2010–2011)
- Ottawa Senators (2011–2012)
- Minnesota Wild (2012–2013)
- Buffalo Sabres (2014)
- Ciarko PBS Bank KH Sanok (2015)

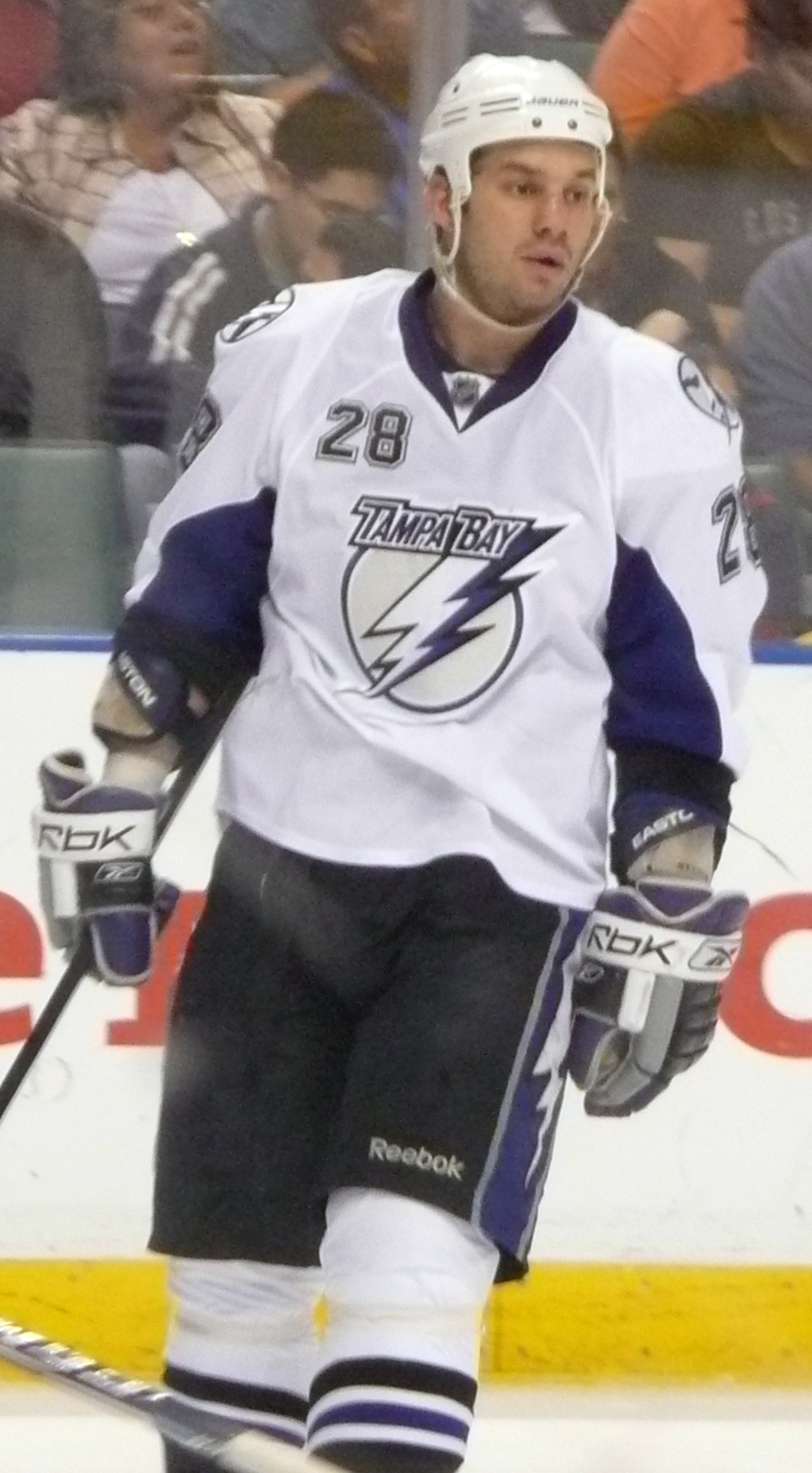
Zenon Konopka w barwach Tampa Bay Lightning (21 marca 2010)

W wieku 16 lat przeniósł się do stolicy kraju, Ottawy. Rozegrał sezon w lidze GHL, z której został draftowany do rozgrywek juniorskich Canadian Hockey League. Następnie, od 1998 do 2002 przez cztery lata występował w barwach drużyny Ottawa 67’s w rozgrywkach Ontario Hockey League (OHL). W 1999 roku zdobył z zespołem trofeum Memorial Cup za zwycięstwo w rozgrywkach CHL, zaś w 2001 roku drużyna wygrała ligę OHL. Z roku na rok Konopka był jednym z najważniejszych zawodników klubu – w ostatnim, czwartym sezonie OHL 2001/2002 był kapitanem drużyny i zajął pierwsze miejsce w klasyfikacji asystentów w sezonie zasadniczym OHL, mając na koncie 68 decydujących podań (za nim na liście był m.in. Jason Spezza i Kevin Dallman).
W 2002 został zawodnikiem amerykańskiego klubu Wheeling Nailers w rozgrywkach East Coast Hockey League (ECHL), gdzie rozegrał udany sezon 2002/2003. Już wtedy równocześnie ze skutecznością punktową notował sporą liczbę minut kar. W kolejnych latach grał w rozgrywkach American Hockey League (AHL) i konsekwentnie dążył do występów w rozgrywkach National Hockey League (NHL). Zadebiutował w nich w sezonie NHL (2005/2006) 30 października 2005 roku w barwach Anaheim Ducks i występował w jego barwach w sezonie 2005/2006 do stycznia 2006 roku. Później, także wskutek odniesionej kontuzji, grał ponownie w lidze AHL - w zespołach Syracuse Crunch i Portland Pirates. Po sezonie, wobec braku angażu w klubach NHL, został zawodnikiem rosyjskiego klubu Łada Togliatti, związany rocznym kontraktem (grę w Rosji i tym klubie doradził mu kolega z gry w Anaheim i wychowanek klubu z Togliatti, Maksim Kondratjew). W barwach tego zespołu rozegrał cztery spotkania w ramach rozgrywek Superligi w sezonie 2006/2007. Następnie powrócił do USA, ponownie występował w Portland Pirates w AHL. Został przetransferowany do klubu Columbus Blue Jackets z NHL, w którym nie występował regularnie w sezonie 2006/2007 (jedynie sześć meczów od stycznia do marca 2007 roku w sezonie 2006/2007 i trzy mecze w kwietniu 2008 roku w sezonie 2007/2008). Od tego czasu do sezonu 2008/2009 występował równocześnie w klubach farmerskich. Pomimo roli, z jakiej był już znany (wszczynanie bójek i funkcja „ochroniarza”), odznaczał się skutecznością. Wysokie wyniki punktowe osiągał w sezonach AHL (2006/2007) czy AHL (2007/2008), gdy był kapitanem zespołu Syracuse Crunch.
W lipcu 2008 roku podpisał dwuletnią umowę z Tampa Bay Lightning. W pierwszym sezonie 2008/2009 rozegrał tylko siedem meczów (trzy w grudniu 2008 oraz cztery w kwietniu 2009 roku) i w tym czasie grał w zespole podrzędnym Norfolk Admirals w lidze AHL. Następnie rozegrał już pełny sezon 2009/2010 i od tego czasu występuje wyłącznie w rozgrywkach NHL.
W lipcu 2010 roku podpisał roczny kontrakt z New York Islanders i występował w nim w sezonie 2010/2011, zaś rok później, w lipcu 2011 roku związał się roczną umowę z klubem Ottawa Senators, wartą 700 000 dolarów. Tym samym na rok powrócił w rodzinne strony do miasta, w którym rozpoczynał karierę hokejową. Rozegrał tam sezon 2011/2012. W kwietniu został ukarany przez władze ligowe karą finansową za wypowiedzi wobec zawodnika rywali przed meczem z New York Rangers. W czerwcu 2012 został zawodnikiem klubu Minnesota Wild podpisując dwuletni kontrakt opiewający na sumę 1,85 mln dolarów. Jest to jego szósty klub w lidze NHL. W drużynie występował w sezonie 2012/2013 od jego wznowienia po lokaucie w styczniu 2013 roku. W tej edycji NHL rozegrał 37 spotkań i dwa kolejne w fazie play-off, lecz nie zdobył w nich żadnego punktu. W rundzie zasadniczej zaliczył 117 minut kar, co uplasowało go na trzecim miejscu w lidze. Na początku stycznia 2014, sezonu 2013/2014, został wystawiony na listę transferową (w barwach Wild w dwóch sezonach rozegrał 75 meczów, w których zaliczył gola i asystę), po czym zaangażował go Buffalo Sabres, ósmy klub w jego karierze NHL. Po rozegraniu 23 spotkań (zdobył jedną asystę) 15 maja 2014 został zawieszony przez władze ligi na 20 spotkań za stosowanie niedozwolonych substancji zwiększających wydolność organizmu. Zawodnik wydał oświadczenie, w którym poddał się karze i jednocześnie przyznał się do stosowania środków zwiększających wydajność, lecz nie był świadomy, iż zawiera niedozwolone składniki. Jednocześnie wygasł jego kontrakt z klubem.
Od końca stycznia 2015 formalnie zawodnik polskiego klubu Ciarko PBS Bank KH Sanok w rozgrywkach PHL. W drużynie zadebiutował 20 lutego 2015. W trzecim meczu, 24 lutego 2015 zdobył swojego pierwszego gola w polskiej lidze. Odszedł z klubu po zakończeniu sezonu 2014/2015.
Pod koniec marca 2017 podpisał symbolicznie kontrakt z Syracuse Crunch ważny na jeden dzień i wówczas formalnie w barwach tego klubu oficjalnie zakończył profesjonalną karierę zawodniczą.

## Styl gry
Został uznany za specjalistę od wznowień (58,8% skuteczności w 2012 roku) i gry w przewadze, jednak przede wszystkim funkcjonował na lodzie jako enforcer, spełniający rolę tzw. "ochroniarza" dla czołowych zawodników swojej drużyny, którzy bywali atakowani przez rywali. Stał się znany z częstego wszczynania i udziału w bójkach podczas meczów. W sezonie NHL 2009/2010 w barwach Tampa Bay Lightning uczestniczył w 33 bójkach. Dla porównania wcześniej liczbę 30 mieli na swoim „koncie” Jody Shelley (30) oraz inny Polak, Krzysztof Oliwa (31).
W sezonach 2009/2010 (265 minut) i 2010/2011 (307, podczas gdy drugi w klasyfikacji miał 210) zajął pierwsze miejsce w klasyfikacji minut kar. W sezonie 2011/2012 uczestniczył w 18 bójkach. Łącznie uzbierał 193 minuty kar w sezonie zasadniczym (3. miejsce w lidze). W tym czasie był na pierwszym miejscu w liczbie minut kar klasyfikowanych od sezonu 2009/2010 roku (łącznie 765 minut). W kwietniu 2012 roku został ukarany karą grzywny w wysokości 2500 dolarów za zakłócenie wywiadu przedmeczowego dla telewizji zawodnika drużyny New York Rangers.
W styczniu 2013, podczas sezonu 2012/2013 w kontekście bójek i urazów w nich odnoszonych powiedział: „To część gry”. Przyznał wówczas, że dotąd jego nos uległ złamaniu 13 razy, a na twarzy miał do tego czasu łącznie założonych 550 szwów.
W trakcie kariery zyskał pseudonimy Zeke, Z, Konopper, Z-Pac, Zen, Konops, Gladiator, Polish Prince (Polski Książę), Polish Power (Polska Siła), Polish Punisher (Polski Siepacz), Supergoon (Super-zbój), Polska Pięść Sprawiedliwości.

## Sukcesy i osiągnięcia
Klubowe
- Memorial Cup – mistrzostwo CHL: 1999 z Ottawa 67’s
- Leyden Trophy – mistrzostwo dywizji OHL: 2000 z Ottawa 67’s
- Bobby Orr Trophy – mistrzostwo konferencji OHL: 2001 z Ottawa 67’s
- J. Ross Robertson Cup – mistrzostwo OHL: 2001 z Ottawa 67’s
- Kelly Cup – mistrzostwo ECHL: 2004 z Idaho Steelheads
- Emile Francis Trophy – mistrzostwo dywizji AHL: 2006 z Portland Pirates
- Frank Mathers Trophy – mistrzostwo konferencji AHL: 2006 z Portland Pirates

Indywidualne
- Sezon OHL 2000/2001:
  - Dwudzieste miejsce w klasyfikacji asystentów w sezonie zasadniczym: 45 asyst[34]
  - Jedenaste miejsce w klasyfikacji asystentów w fazie play-off: 13 asyst
  - Jedenaste miejsce w klasyfikacji kanadyjskiej w fazie play-off: 20 punktów[34]
- Sezon OHL 2001/2002:
  - Pierwsze miejsce w klasyfikacji asystentów w sezonie zasadniczym: 68 asyst[35]
  - Dziewiąte miejsce w klasyfikacji strzelców w fazie play-off: 8 goli
  - Dwudzieste miejsce w klasyfikacji kanadyjskiej w fazie play-off: 14 punktów[36]
- Sezon ECHL 2002/2003:
  - Skład gwiazd pierwszoroczniaków
- Sezon AHL 2005/2006:
  - Piąte miejsce w klasyfikacji strzelców w fazie play-off: 11 goli
  - Drugie miejsce w klasyfikacji asystentów w fazie play-off: 18 asyst
  - Trzecie miejsce w klasyfikacji kanadyjskiej w fazie play-off: 29 punktów[37]
- Sezon AHL 2006/2007:
  - Najlepszy zawodnik tygodnia - 12 listopada 2006

Statystyki minut kar
- NHL (2009/2010):
  - Pierwsze miejsce w klasyfikacji minut kar w sezonie zasadniczym NHL: 265[38]
  - Pierwsze miejsce w klasyfikacji minut kar w drużynie Tampa Bay Lightning: 265 (rekord klubu)[39]
- NHL (2010/2011):
  - Pierwsze miejsce w klasyfikacji minut kar w sezonie zasadniczym NHL: 307[40]
- NHL (2011/2012):
  - Trzecie miejsce w klasyfikacji minut kar w sezonie zasadniczym NHL: 193[41]
- NHL (2013/2014):
  - Czwarte miejsce w klasyfikacji minut kar w sezonie zasadniczym NHL: 117[42]

## Pochodzenie i rodzina
Ma polskie pochodzenie. Urodził się w Kanadzie. Jego rodzicami byli Zenon Edward Konopka i Arlene Julia Ann z domu Kubiak. Jego ojciec urodził się we Lwowie w 1936 roku. Po wybuchu II wojny światowej został wraz z rodziną zesłany na Syberię (w tym czasie jego ojciec i brat, Wacław "Walter" Kondratowicz walczyli z okupantem). Po uwolnieniu Zenon Konopka senior wraz z członkami rodziny znalazł się w Afryce. Po wojnie znalazł się w kanadyjskiej miejscowości Niagara-on-the-Lake w prowincji Ontario, gdzie zamieszkał. Zenon Konopka junior wychował się na farmie owocowej rodziców, którzy uprawiali m.in. winogrona, jabłka, śliwki. Ojciec zaszczepił w synu fascynację hokejem na lodzie, jednak w 1994 roku w wieku 56 lat przedwcześnie zmarł nie doczekawszy osiągnięć syna na lodzie. Przyszły hokeista miał wówczas 13 lat, gdy ojciec zginął w wyniku wypadku na swojej farmie, przygnieciony przez traktor, którym jechał. Ma dwie siostry: Cynthia i Celeste. Cynthia zaśpiewała hymn przed meczem NHL w Ottawie w hali Scotiabank Place 16 stycznia 2012 roku. Jest związany z Charlotte Hides.
W 2010 roku zawodnik przyznał, iż wystąpił do konsulatu w Toronto o przyznanie polskiego obywatelstwa. Jak sam przyznał, uczynił to "przez szacunek dla ojca". W 2012 roku poinformował, że uzyskał już polskie obywatelstwo.
Jego kuzyn Matt Williams (ur. 1989) również ma polskie pochodzenie i został także hokeistą. Podczas gdy w Kanadzie w domu Konopków zamieszkiwali tymczasowo polscy hokeiści: Marcin Ćwikła i Krzysztof Oliwa.

## Inna działalność
Poza hokejem zajmuje się działalnością przedsiębiorczą w branży winiarskiej. Założył firmę "Pure Press Oil" wytwarzającą olej z pestek winogron, następnie produkował aeratory do wina "Vin aire". Jest przedsiębiorcą i właścicielem firmy Prime Wine Products dystrybuującą wina. Obecnie prowadzi sprzedaż wina pod nazwą "ZK28". Nazwy win pochodzą także od terminologii hokejowej.
Jest współwłaścicielem baru-restauracji ""Stout Bros." W 2007 roku założył akademię hokejową pod nazwą "Zenon Konopka Hockey Academy". Zajmuje się także działalnością charytatywną (pomoc dzieciom). Ponadto każdy dolar uzyskany ze sprzedaży butelki wina przeznacza na cele fundacji "Stop Concussions", założonej przez byłego hokeistę Keitha Primeau, zajmującej się skutkami wstrząśnienia mózgu u sportowców.